# Lijst van voetbalinterlands Congo-Kinshasa - Ghana
Deze lijst van voetbalinterlands is een overzicht van alle officiële voetbalwedstrijden tussen de nationale teams van Congo-Kinshasa (dat van 1971 tot 1997 Zaïre heette) en Ghana. De landen hebben tot op heden twintig keer tegen elkaar gespeeld. De eerste ontmoeting was een vriendschappelijke wedstrijd op een onbekende locatie in Ghana op 1 januari 1965. Het laatste duel, een kwartfinale tijdens de Afrika Cup 2017, werd gespeeld op 29 januari 2017 in Oyem (Gabon).

## Wedstrijden
| №  | Plaats         | Datum            | Competitie                           | Wedstrijd              | Uitslag |
| -- | -------------- | ---------------- | ------------------------------------ | ---------------------- | ------- |
| 1  | ?              | 1 januari 1965   | Vriendschappelijk                    | Ghana − Congo-Kinshasa | 1 − 0   |
| 2  | Bizerte        | 12 november 1965 | Afrika Cup 1965                      | Ghana − Congo-Kinshasa | 5 − 2   |
| 3  | Kinshasa       | 30 januari 1966  | Vriendschappelijk                    | Congo-Kinshasa − Ghana | 0 − 3   |
| 4  | ?              | 3 september 1967 | Vriendschappelijk                    | Ghana − Congo-Kinshasa | 2 − 0   |
| 5  | Asmara         | 14 januari 1968  | Afrika Cup 1968                      | Ghana − Congo-Kinshasa | 2 − 1   |
| 6  | Addis Abeba    | 21 januari 1968  | Afrika Cup 1968                      | Congo-Kinshasa − Ghana | 1 − 0   |
| 7  | Accra          | 10 januari 1971  | Vriendschappelijk                    | Ghana − Congo-Kinshasa | 1 − 1   |
| 8  | Accra          | 5 augustus 1973  | WK 1974 kwalificatie                 | Ghana − Zaïre          | 1 − 0   |
| 9  | Kinshasa       | 19 augustus 1973 | WK 1974 kwalificatie                 | Zaïre − Ghana          | 4 − 1   |
| 10 | Accra          | 22 juli 1981     | Afrika Cup 1982 kwalificatie         | Ghana − Zaïre          | 2 − 2   |
| 11 | Kinshasa       | 2 augustus 1981  | Afrika Cup 1982 kwalificatie         | Zaïre − Ghana          | 1 − 2   |
| 12 | Port Elizabeth | 28 januari 1996  | Afrika Cup 1996                      | Ghana − Zaïre          | 1 − 0   |
| 13 | Ouagadougou    | 16 februari 1998 | Afrika Cup 1998                      | Ghana − Congo-Kinshasa | 0 − 1   |
| 14 | Kinshasa       | 14 januari 2001  | Afrika Cup 2002 kwalificatie         | Congo-Kinshasa − Ghana | 2 − 1   |
| 15 | Accra          | 25 maart 2001    | Afrika Cup 2002 kwalificatie         | Ghana − Congo-Kinshasa | 3 − 0   |
| 16 | Kumasi         | 10 oktober 2004  | WK 2006 kwalificatie                 | Ghana − Congo-Kinshasa | 0 − 0   |
| 17 | Kinshasa       | 27 maart 2005    | WK 2006 kwalificatie                 | Congo-Kinshasa − Ghana | 1 − 1   |
| 18 | Port Elizabeth | 20 januari 2013  | Afrika Cup 2013                      | Ghana − Congo-Kinshasa | 2 − 2   |
| 19 | Bloemfontein   | 26 januari 2014  | African Championship of Nations 2014 | Ghana − Congo-Kinshasa | 1 − 0   |
| 20 | Oyem           | 29 januari 2017  | Afrika Cup 2017                      | Congo-Kinshasa − Ghana | 1 − 2   |

## Samenvatting
| Competitie                      | Totaal gespeeld | Winst Congo-Kinshasa | Gelijk | Winst Ghana | Doelsaldo Congo-Kinshasa – Ghana |
| ------------------------------- | --------------- | -------------------- | ------ | ----------- | -------------------------------- |
| WK-kwalificatie                 | 4               | 1                    | 2      | 1           | 5 − 3                            |
| Afrika Cup                      | 7               | 2                    | 1      | 4           | 8 − 12                           |
| Afrika Cup-kwalificatie         | 4               | 1                    | 1      | 2           | 5 − 8                            |
| African Championship of Nations | 1               | 0                    | 0      | 1           | 0 − 1                            |
| Vriendschappelijk               | 4               | 0                    | 1      | 3           | 1 − 7                            |
| Totaal                          | 20              | 4                    | 5      | 11          | 19 − 31                          |

Wedstrijden bepaald door strafschoppen worden, in lijn met de FIFA, als een gelijkspel gerekend.

## Details

### Zesde ontmoeting
| Finale Afrika Cup 1968 (Addis Ababa, Ethiopië, Hailé Sélassié Stadium, 21 januari 1968):                                                                     |              | |
| Congo-Kinshasa | 1 – 0        | Ghana |
| Kalala Mukendi 66' | goals        | |
| Ferenc Csanádi | bondscoach   | Carlos Alberto Parreira |
| Robert Kazadi Salomon Mange Elias Tshimanga Pierre Katumba Albert Mukombo Joseph Kibonge Pierre Kasongo Pierre Kalala Raoul Kidumu Jean Kembo Léon Mungamuni | opstellingen | John Bortey Naawu Franklin Crentsil John Eshun Charles Addo Odametey Ben Kusi Ibrahim Sunday Frank Odoi Osei Kofi Wilberforce Mfum Cecil Jones Attuquayefio Malik Jabir |
| - Congo-Kinshasa werd voor de eerste keer kampioen van Afrika.                                                                                               |              | |

### Twintigste ontmoeting
| Kwartfinale Afrika Cup 2017 (Oyem, Gabon, 29 januari 2017): |       |                                       |
| Congo-Kinshasa                                              | 1 – 2 | Ghana                                 |
| Paul-José M'Poku 68'                                        | goals | 63' Jordan Ayew 78' (pen.) André Ayew |

FECOFA · Bondscoaches · Selecties · A-internationals · Vrouwenelftal van Congo-Kinshasa
1960 – 1969 ·
1970 – 1979 ·
1980 – 1989 ·
1990 – 1999 ·
2000 – 2009 ·
2010 – 2019 ·
2020 – 2029
AC 1965 ·
AC 1968 ·
AC 1970 ·
AC 1972 ·
AC 1974 ·
WK 1974 ·
AC 1976 ·
AC 1988 ·
AC 1992 ·
AC 1994 ·
AC 1996 ·
AC 1998 ·
AC 2000 ·
AC 2002 ·
AC 2004 ·
AC 2006 ·
AC 2013
1963 ·
1964 · 
1965 ·
1966 · 
1967 ·
1968 · 
1969 ·
1970 · 
1971 ·
1972 · 
1973 ·
1974 · 
1975 · 
1976 ·
1977 · 
1978 ·
1979 ·
1979 · 
1980 ·
1980 · 
1981 ·
1982 ·
1983 ·
1984 · 
1985 ·
1986 · 
1987 ·
1988 · 
1989 ·
1990 · 
1991 ·
1992 · 
1993 ·
1994 · 
1995 ·
1996 · 
1997 ·
1998 · 
1999 ·
2000 · 
2001 ·
2002 · 
2003 ·
2004 · 
2005 · 
2006 ·
2007 · 
2008 ·
2009 · 
2010 · 
2011 ·
2012 · 
2013 · 
2014 ·
2015 ·
2016 ·
2017 ·
2018 ·
2019 ·
2020 ·
2021 ·
2022 ·
2023
Algerije ·
Angola ·
Bahrein ·
Benin ·
Botswana ·
Brazilië ·
Burkina Faso ·
Burundi ·
Centraal-Afrikaanse Republiek ·
China ·
Congo-Brazzaville ·
Djibouti ·
Egypte ·
Equatoriaal-Guinea ·
Ethiopië ·
Gabon ·
Gambia ·
Ghana ·
Guinee ·
Irak ·
Ivoorkust ·
Joegoslavië ·
Kaapverdië ·
Kameroen ·
Kenia ·
Lesotho ·
Liberia ·
Libië ·
Madagaskar ·
Malawi ·
Mali ·
Marokko ·
Mauritanië ·
Mauritius ·
Mexico ·
Mozambique ·
Namibië ·
Nieuw-Zeeland ·
Niger ·
Nigeria ·
Oeganda ·
Oman ·
Qatar ·
Roemenië ·
Rwanda ·
Saoedi-Arabië ·
Schotland ·
Senegal ·
Seychellen ·
Sierra Leone ·
Soedan ·
Swaziland ·
Tanzania ·
Togo ·
Tsjaad ·
Tunesië ·
Zambia ·
Zimbabwe ·
Zuid-Afrika ·
Zuid-Soedan
GFA · A-internationals · Selecties ·  Bondscoaches · Ghanees vrouwenelftal · Ghana U21 · Ghana U20 · Ghana U19 · Ghana U18 · Ghana U17
1950 – 1959 ·
1960 – 1969 ·
1970 – 1979 ·
1980 – 1989 ·
1990 – 1999 ·
2000 – 2009 ·
2010 – 2019 ·
2020 − 2029
WK 2006 ·
WK 2010 · 
WK 2014
OS 1964 · 
OS 1968 · 
OS 1972 · 
OS 1976 · 
OS 1992 · 
OS 1996 ·
OS 2004
1950 · 
1951 · 
1952 · 
1953 · 
1954 · 
1955 · 
1956 · 
1957 · 
1958 · 
1959 · 
1960 · 
1961 · 
1962 · 
1963 · 
1964 · 
1965 · 
1966 · 
1967 · 
1968 · 
1969 · 
1970 · 
1971 · 
1972 · 
1973 · 
1974 · 
1975 · 
1976 · 
1977 · 
1978 · 
1979 · 
1980 · 
1981 · 
1982 · 
1983 · 
1984 · 
1985 · 
1986 · 
1987 · 
1988 · 
1989 · 
1990 · 
1991 · 
1992 · 
1993 · 
1994 · 
1995 · 
1996 · 
1997 · 
1998 · 
1999 · 
2000 · 
2001 · 
2002 · 
2003 · 
2004 · 
2005 · 
2006 · 
2007 · 
2008 · 
2009 · 
2010 · 
2011 · 
2012 · 
2013 ·
2014 ·
2015 ·
2016 ·
2017 ·
2018 ·
2019 ·
2020 ·
2021 ·
2022 ·
2023
Algerije ·
Angola ·
Argentinië ·
Australië ·
Benin ·
Bosnië en Herzegovina ·
Botswana ·
Brazilië ·
Burkina Faso ·
Burundi ·
Canada ·
Centraal-Afrikaanse Republiek ·
Chili ·
China ·
Comoren ·
Congo-Brazzaville ·
Congo-Kinshasa ·
Cuba ·
DDR ·
Denemarken ·
Duitsland ·
Egypte ·
Engeland ·
Equatoriaal-Guinea ·
Eritrea ·
Ethiopië ·
Gabon ·
Gambia ·
Griekenland ·
Guinee ·
Guinee-Bissau ·
IJsland ·
India ·
Indonesië ·
Irak ·
Iran ·
Italië ·
Ivoorkust ·
Jamaica ·
Japan ·
Joegoslavië ·
Kaapverdië ·
Kameroen ·
Kenia ·
Lesotho ·
Letland ·
Liberia ·
Libië ·
Madagaskar ·
Malawi ·
Maleisië ·
Mali ·
Marokko ·
Mauritius ·
Mexico ·
Montenegro · 
Mozambique ·
Namibië ·
Nederland ·
Nicaragua ·
Nieuw-Zeeland ·
Niger ·
Nigeria ·
Noorwegen ·
Oeganda ·
Oostenrijk ·
Portugal ·
Qatar ·
Rusland ·
Rwanda ·
Saoedi-Arabië ·
Sao Tomé en Principe ·
Senegal ·
Servië ·
Sierra Leone ·
Singapore ·
Slovenië ·
Soedan ·
Somalië ·
Swaziland ·
Tanzania ·
Thailand ·
Togo ·
Tsjaad ·
Tsjechië ·
Tunesië ·
Turkije ·
Uruguay ·
Verenigde Staten ·
Zambia ·
Zimbabwe ·
Zuid-Afrika ·
Zuid-Korea ·
Zwitserland
Brazilië (2006) · 
Duitsland (2014) ·
Italië (2006) · 
Ivoorkust (2015) · 
Portugal (2014) ·
Servië (2010) · 
Tsjechië (2006) · 
Verenigde Staten (2006) · 
Verenigde Staten (2014)